# Colroy-la-Grande
Colroy-la-Grande – miejscowość i dawna gmina we Francji, w regionie Grand Est, w departamencie Wogezy. W 2013 roku liczba ludności wynosiła 546 mieszkańców. 
W dniu 1 stycznia 2016 roku z połączenia dwóch ówczesnych gmin – Colroy-la-Grande oraz Provenchères-sur-Fave – utworzono nową gminę Provenchères-et-Colroy. Siedzibą gminy została miejscowość Provenchères-sur-Fave. 